# Leichtathletik-Weltmeisterschaften 1999/1500 m der Frauen

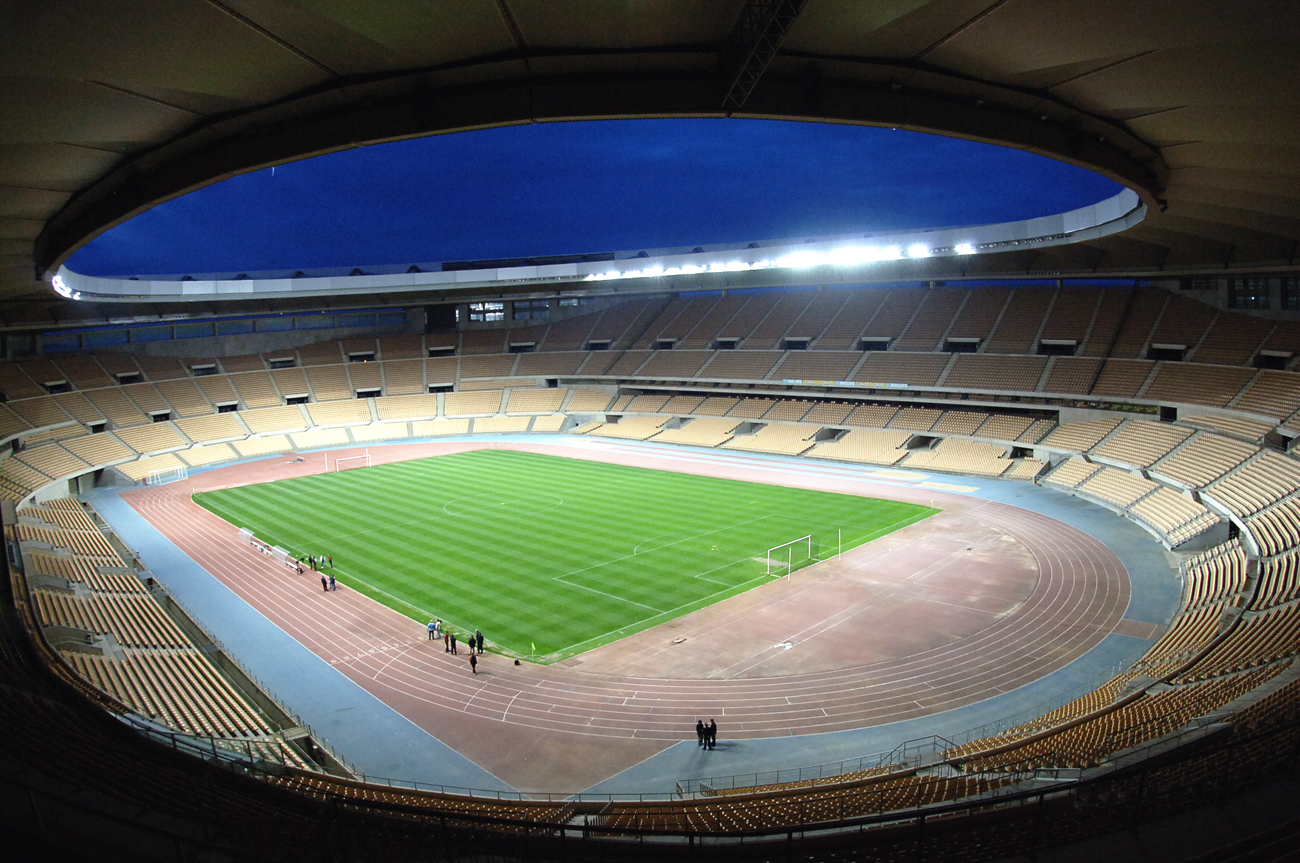
Das Olympiastadion von Sevilla im Jahr 2011

Der 1500-Meter-Lauf der Frauen bei den Leichtathletik-Weltmeisterschaften 1999 wurde am 27. und 29. August 1999 im Olympiastadion der spanischen Stadt Sevilla ausgetragen.
Weltmeisterin wurde die russische Doppelolympiasiegerin von 1996 über 800 und 1500 Meter Swetlana Masterkowa, die über 1500 Meter amtierende Europameisterin war und fünf Tage zuvor im Rennen über die kürzere Mittelstrecke Bronze errungen hatte. Silber gewann wie bereits bei den Weltmeisterschaften 1997 die US-Amerikanerin Regina Jacobs. Bronze ging an die Äthiopierin Kutre Dulecha. Zwischen ihr und der viertplatzierten Rumänin Violeta Szekely lagen nur zwei Hundertstelsekunden.
Die sehbehinderte US-Amerikanerin Marla Runyan, die im Alter von neun Jahren an Morbus Stargardt erkrankte und dadurch eine erhebliche Beeinträchtigung der Sehschärfe davontrug, erreichte das Finale und kam dort auf den zehnten Platz.

## Bestehende Rekorde
| Weltrekord | 3:50,46 min | Qu Yunxia         | Peking, Volksrepublik China | 11. September 1993 |
| WM-Rekord  | 3:58,56 min | Tetjana Samolenko | WM 1987 in Rom, Italien     | 5. September 1987  |

Der bestehende WM-Rekord wurde bei diesen Weltmeisterschaften nicht eingestellt und nicht verbessert. Als einzige Läuferin unterbot die russische Weltmeisterin Swetlana Masterkowa im Finale die 4-Minuten-Marke.

## Vorrunde
Die Vorrunde wurde in zwei Läufen durchgeführt. Die ersten fünf Athletinnen pro Lauf – hellblau unterlegt – sowie die darüber hinaus zwei zeitschnellsten Läuferinnen – hellgrün unterlegt – qualifizierten sich für das Finale.

### Vorlauf 1

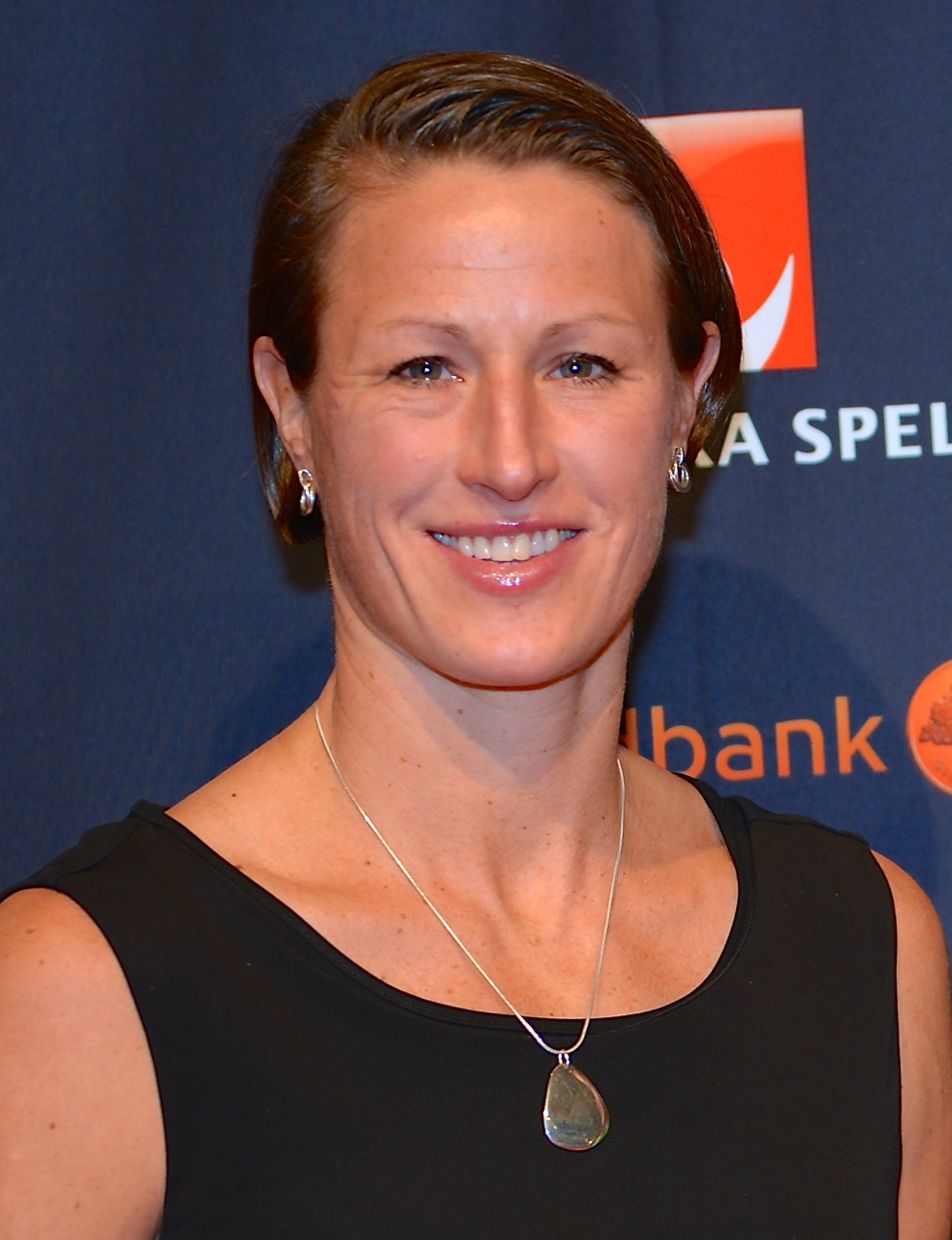
Malin Ewerlöfs achter Rang im ersten Vorlauf reichte nicht zum Weiterkommen

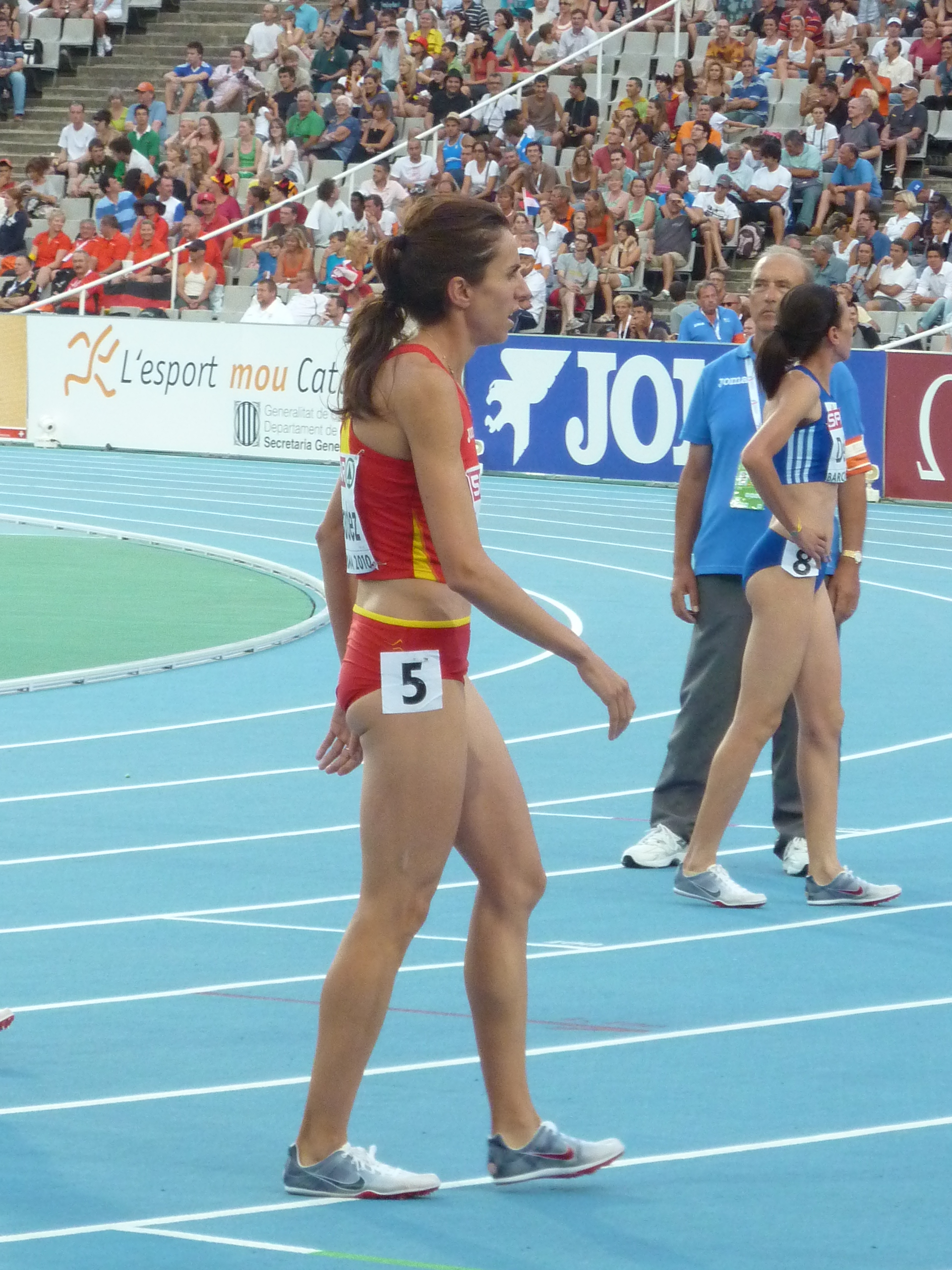
Nuria Fernández (links) schied als Zehnte des ersten Vorlaufs aus

27. August 1999, 20:35 Uhr
| Platz | Name                  | Nation         | Zeit (min) |
| ----- | --------------------- | -------------- | ---------- |
| 1     | Violeta Szekely       | Rumänien       | 4:05,00    |
| 2     | Ana Amelia Menéndez   | Spanien        | 4:05,21    |
| 3     | Carla Sacramento      | Portugal       | 4:05,21    |
| 4     | Marla Runyan          | USA            | 4:05,27    |
| 5     | Anna Jakubczak        | Polen          | 4:05,71    |
| 6     | Hayley Tullett        | Großbritannien | 4:05,72    |
| 7     | Olga Neljubowa        | Russland       | 4:06,01    |
| 8     | Malin Ewerlöf         | Schweden       | 4:06,67    |
| 9     | Nouria Mérah-Benida   | Algerien       | 4:08,90    |
| 10    | Nuria Fernández       | Spanien        | 4:09,39    |
| 11    | Leah Pells            | Kanada         | 4:10,76    |
| 12    | Judit Varga           | Ungarn         | 4:16,66    |
| 13    | Stephanie Best        | USA            | 4:19,87    |
| DNS   | Sukhbaatar Erdenetuya | Mongolei       |            |
| DNS   | Ebru Kavaklıoğlu      | Türkei         |            |

### Vorlauf 2
27. August 1999, 20:44 Uhr
| Platz | Name                 | Nation         | Zeit (min) |
| ----- | -------------------- | -------------- | ---------- |
| 1     | Regina Jacobs        | USA            | 4:04,75    |
| 2     | Swetlana Masterkowa  | Russland       | 4:04,83    |
| 3     | Anita Weyermann      | Schweiz        | 4:04,88    |
| 4     | Kutre Dulecha        | Äthiopien      | 4:04,93    |
| 5     | Elena Buhăianu       | Rumänien       | 4:04,97    |
| 6     | Jackline Maranga     | Kenia          | 4:04,98    |
| 7     | Lidia Chojecka       | Polen          | 4:05,16    |
| 8     | Ljudmila Rogatschowa | Russland       | 4:05,72    |
| 9     | Maite Zúñiga         | Spanien        | 4:06,75    |
| 10    | Robyn Meagher        | Kanada         | 4:06,88    |
| 11    | Helen Clitheroe      | Großbritannien | 4:12,17    |
| 12    | Elaine Fitzgerald    | Irland         | 4:12,77    |
| 13    | Frédérique Quentin   | Frankreich     | 4:14,76    |
| 14    | Julia Sakara         | Simbabwe       | 4:19,65    |

## Finale

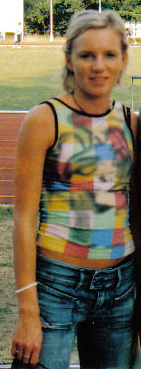
Lidia Chojecka kam auf den neunten Platz

29. August 1999, 20:10 Uhr
| Platz | Name                | Nation    | Zeit (min) |
| ----- | ------------------- | --------- | ---------- |
| 1     | Swetlana Masterkowa | Russland  | 3:59,53    |
| 2     | Regina Jacobs       | USA       | 4:00,35    |
| 3     | Kutre Dulecha       | Äthiopien | 4:00,96    |
| 4     | Violeta Szekely     | Rumänien  | 4:00,98    |
| 5     | Carla Sacramento    | Portugal  | 4:01,29    |
| 6     | Elena Buhăianu      | Rumänien  | 4:04,27    |
| 7     | Anna Jakubczak      | Polen     | 4:04,40    |
| 8     | Ana Amelia Menéndez | Spanien   | 4:04,72    |
| 9     | Lidia Chojecka      | Polen     | 4:05,55    |
| 10    | Marla Runyan        | USA       | 4:05,45    |
| 11    | Jackline Maranga    | Kenia     | 4:07,28    |
| 12    | Anita Weyermann     | Schweiz   | 4:17,87    |

## Video
- 1500 m Women FINAL World Championships Seville 1999, Video veröffentlicht am 21. August 2014 auf youtube.com, abgerufen am 24. Juli 2020